# Sharon Maguire
Sharon Maguire (Aberystwyth, 28 novembre 1960) è una regista britannica, compagna del regista e produttore cinematografico Anand Tucker.

## Filmografia
- The Thing is... Babies - documentario (1991)
- The Thing is... Hotels - documentario (1991)
- The Godfather - documentario (1993)
- In at Number Ten - documentario (1994)
- Yo Picasso - documentario (1994)
- Rumer Godden: An Indian Affair - documentario (1995)
- H.G. Wells: Bromley Boy (1996)
- H.G. Wells: The Panther and the Jaguar - documentario (1996)
- Dame Henrietta's Dream - documentario (1997)
- Il diario di Bridget Jones (Bridget Jones's Diary) (2001)
- Senza apparente motivo (Incendiary) (2008)
- Bridget Jones's Baby (2016)
- Fata madrina cercasi (Godmothered) (2020)